# Pont de les Caixes
Pont de les Caixes és una obra del municipi de Constantí (Tarragonès) protegida com a bé cultural d'interès local. És, en realitat, un aqüeducte d'origen romà i àmpliament reformat a l'època medieval. Formava part d'una conducció hidràulica hipotèticament vinculada a la vil·la romana de Centcelles, al terme de Constantí. En l'actualitat forma part de la Séquia dels Molins. La séquia existeix des de l'època medieval i es creu que el molí també. El pont segur que ha estat refet al llarg dels anys degut al deteriorament provocat per les crescudes del torrent.
El pont de les Caixes és d'accés lliure. Està situat al nord-est de la població de Constantí, al costat del camí de Montblanc i a 500 m al nord de la vil·la romana de Centcelles. És a prop de l'autopista AP-7 (de Tarragona a Barcelona), de l'autovita A-27 (de Tarragona a Montblanc) i de la carretera T-721. Es pot accedir en cotxe particular fins al monument. També s'hi pot arribar en autobús interurbà, fins a la parada de Constantí, i continuar a peu (1000 metres, aproximadament).

## Descripció

### Aqüeducte
El pont de les Caixes és un aqüeducte de la séquia del Molins (N-07), situat en el clot originat pel torrent de la Ferrerota o barranc del mas Blanc. Té uns 36 m de llargada i està sostingut per quatre arcs, tres dels quals són de mig punt. El pis superior, per on circula l'aigua, està fet amb pedres ben tallades, algunes de les quals arriben a medir 1 metre de llarg per 0,5 metres d'amplada. Després d'aquest aqüeducte l'aigua entra a la séquia dels molins, on antigament donava l'energia hidràulica als molins: molí paperer, molí de Constantí i molí de Reus.
L'estructura de l'aqüeducte reflecteix els materials i tècniques de les diferents etapes constructives. Per al període incial romà trobem un revestiment de morter i a l'interior una successió de capes de sedimentació de matriu argilosa i llimosa, amb coloració predominantment grisa, i pràcticament estèrils. El nucli de la base que sostenia la caixa romana estava format per còdols i pedres irregulars de dimensions petites i mitjanes lligades amb morter que recolzava, possiblement, sobre un terraplè de terra. En la reforma medieval, de finals del segle xiv o començaments del XV, es construeix un arc ogival pel pas de l'aigua del torrent i una nova canal amb carreus de predra de la pedrera del Mèdol/Soldó. En èpoques posteriors es documenta la construcció de dos contraforts atalussats en el pilar que comparteixen els arcs de pas de mig punt.
El pont de les Caixes és l'element arquitectònic que permet la Séquia dels Molins salvar el desnivell del barranc de la Ferrerota. La séquia neix en una petita resclosa al riu Francoli, coneguda amb el nom de la Siquieta, al terme de la Pobla de Mafumet, i desemboca novament al riu uns tres quilómetres més avall, ja en terme de Tarragona. Durant el seu recorregut proveïa de reg bona part de les terres de la llera dreta del riu i cinc molins hidràulics d'epoca medieval i moderna i un sisè d'epoca contemporània. La séquia està feta fonamentalment de terra i canyes: l'aigua manté les canyes i les canyes mantenen l'entoixat. Aquest sistema constructiu, completament tradicional, és el secret que ha permès la seva llarga durada. Només en casos molt concrets es van fer parts d'obra: com al pont de les Caixes, el crestellador del Molí de Constantí o les represes del Molí Paperer i les del Molí de Reus.
Com a curiositat, a la façana occidental es troben unes estalagmites formades per les filtracions de l'aigua sobre la pedra calcària i en un altre extrem de la mateixa façana s'hi veuen nius d'abellerol.

### Entorn
El pont és situat en una zona plana, en un lloc natural de pas des de l'antiguitat, que enllaçava la costa amb l'interior. Es troba al nord-est del nucli urbà de Constantí, al costat del camí de Montblanc, en el punt on creua el Torrent de la Farrerota.
L'entorn proper al pont és un virtual parc temàtic sobre l'aprofitament històric dels recursos hidràulics, ja que és ple de mines d'aigua, pous, represes, recs, etc. El torrent de la Ferrerota, que passa per sota del pont, té uns centenars de metres més amunt un mur molt gruixut construït travesser al curs de l'aigua. Data de temps immemorial, però per la seva ubicació i els materials amb què està construït podria haver complert alguna funció relacionada amb l'embassament d'aigua d'aquest torrent. Una mica més amunt, hi ha una represa feta d'obra de la qual no se sap l'origen. També proper al pont hi ha una gran bassa de 140.000 m³ de capacitat, coneguda com "El Bassot", que es va construir el 1987 al cim d'un turonet, buidant-lo de terra per dins i folrant-lo amb una lona especial. A la mateixa partida de terme on se situa el pont, la partida de la Ferrerota, i a poca distància del riu Francolí, hi ha el pou de la Ferrerota, construït el 1922. La mina d'aigua dels Tarragonins, per la seva banda,agafa aigua d'un barranc del terme dels Pallaresos i passa per sota del riu Francolí, aprofitant el principi dels vasos comunicants, per brollar, ja al terme de Constantí, a la zona de la Font del Llop. Molt a prop del Pont de les Caixes trobem el mas de la Ferrerota, construït al segle xviii i propietat del Capítol dels Canonges de la Catedral de Tarragona, i una altra edificació antiga sense identificar, que al segle XX havia fet les funcions de paller. Finalment, també són indrets de l'entorn del pont, la vil·la romana de Centcelles i els molins medievals que ja es comenten en un altre apartat.

## Història
No es coneix exactament l'antiguitat de l'aqüeducte, encara que una campanya d'excavació arqueològica va posar de manifest que la base del pont era inequívocament d'època romana. Amb tot, no s'han pogut recuperar prou materials ni indicis per precisar-ne la cronologia, encara que la tipologia d'una part dels paraments presenta similituds amb les documentades a Tarraco entre els segles I-II dC. En tot cas, la proximitat del pont a la vil·la romana de Centcelles (700 metres al Nord) i a la via De Italia in Hispanias (que seguia la llera del marge dret del riu Francolí), sembla indicar la presència d'algun sistema de rec i proveïment d'aigua de certa importància.
A finals de l'Antiguitat tardana, l'abandonament de les vil·les properes hauria dificultat el manteniment de l'aqüeducte. La canalització de l'aigua hauria continuat, però de forma probablement precària i marginal. A l'època medieval van construir-se molins hidràulics al llarg del recorregut de les séquia, després del seu pas pel Pont de les Caixes. es tracta del Molí de Constantí (documentat a patir de finals del segle XV), el Molí de Reus (a partir de finals del segle XV), el Molí Paperer (a partir de començaments del segle XV), el Molinet del Mas de Mascaró (documentat del segle xviii encara que arquitectònicament sembla indicar una cronologia de cap al segle xvi) i, finalment, el Molí de l'Horta (documentat des de mitjans del segle xii). Els tres primers molins se situen dins del terme de Constantí mentre els dos darrers ja ho són del de Tarragona. El fet que l'activitat d'aquests molins hidràulics es mantingués aproximadament fins a començaments del sele XX sembla indicar una continuïtat del Pont de les Caixes durant l'època medieval i moderna.
A nivell arquitectònic, l'aqüeducte presenta moltes modificacions al llarg del temps, que se superposen a l'antiga estructura romana. Tal com ens informen Remolà, Aliende i Roig (2009), a grans trets, a l'època medieval sobre la caixa romana completament reblerta per gairebé un metre de sediments, s'erigeix una nova canal i s'obren un pas de vianants i rodat amb doble arc de punt i un arc apuntat de pas per la riera. Per tant, la diferència de cota entre el paviment de la caixa romana i el segon paviment medieval indica un recreixement aproximat d'un metre i mig. Aquesta profunda obra de remodelació hauria pogut coincidir en el temps amb la construcció del Molí de Constantí i ser obra de l'arquebisbe Ènnec de Vallterra

## Protecció
El 2008 va ser declarat Bé cultural d'interès local (BCIL) per una resolució definitiva de la Comissió d'Urbanisme de la Diputació de Tarragona de 9/7/2008.
El 2013 va ser declarat Bé Cultural d'Interès Nacional (BCIN) pel Govern de la Generalitat (132/2013 de 8 d'octubre). En l'expedient s'insisteix en els següents aspectes:
1. És una mostra rellevant de les obres d'infraestructura d'època romana a Catalunya.
2. Es troba immers en un paisatge que conserva, no només molts elements relacionats amb la gestió i l'aprofitament dels recursos hidràulics al llarg del temps, sinó que també altres de relacionats amb la xarxa viària que unia la ciutat de Tarraco amb altres ciutats de l'interior.
3. És molt probable, atesa la proximitat, que en el seu moment inicial el pont de les Caixes es trobés vinculat a l'important conjunt d'època romana de Centcelles.
4. Presenta un alt potencial per ser visitable, en una zona fàcilment accessible, i la seva museïtzació podria ampliar notablement l'oferta didàctica del món clàssic a casa nostra.

Entre 2015 i 2016 es van dur a terme obres de restauració del pont. Es va consolidar l'estructura i es va fer una nova canalització de l'aigua per evitar les filtracions. També es va fer les actuacions necessàries per fer l'espai visitable i facilitar la interpretació del monument.